# Eygliers
Eygliers település Franciaországban, Hautes-Alpes megyében. Lakosainak száma 845 fő (2022. január 1.). Eygliers Arvieux, Guillestre, Mont-Dauphin, Réotier és Saint-Crépin községekkel határos.

## Népesség
A település népességének változása:
| Lakosok száma | 414  | 502  | 596  | 738  | 761  | 761  | 791  | 805  | 800  | 845  |
|               | 1968 | 1982 | 1990 | 2006 | 2013 | 2015 | 2017 | 2019 | 2020 | 2022 |